# Custingophora undulatistipes
Custingophora undulatistipes är en svampart som beskrevs av Pinnoi 2003. Custingophora undulatistipes ingår i släktet Custingophora, klassen Sordariomycetes, divisionen sporsäcksvampar och riket svampar.   Inga underarter finns listade i Catalogue of Life.